# Campaña del Mato Grosso
La Campaña del Mato Grosso correspondió a la fase inicial de la Guerra de la Triple Alianza, la que se inició con la invasión paraguaya del aislado territorio brasileño del Mato Grosso en diciembre de 1864 y que terminó con la retirada de las tropas paraguayas en abril de 1868. Se superpuso en parte con las campañas de Corrientes y de Humaitá, y fue la campaña más larga de la guerra, ya que duró 3 años y 5 meses.
Durante la primera fase de la guerra la iniciativa militar estuvo del lado paraguayo. Los ejércitos del mariscal Francisco Solano López definieron tres frentes de batalla iniciales, invadiendo Mato Grosso, en diciembre de 1864 (antes de la declaración de guerra al Brasil hecha el 13 de diciembre), y en los primeros meses de 1865, Río Grande del Sur y la provincia argentina de Corrientes. Atacando, casi al mismo tiempo, en el norte y en el sur, los paraguayos establecieron dos teatros de operaciones.
La invasión del Mato Grosso fue hecha al mismo tiempo por dos cuerpos de tropas paraguayas. La provincia se hallaba casi desguarnecida militarmente, y la superioridad numérica de los invasores les permitió realizar una campaña rápida.
El gobierno paraguayo había planificado la invasión realizando incursiones de espionaje: en 1862 la zona de Miranda fue recorrida por una patrulla paraguaya sin ser detectada, un oficial realizó una visita de buena voluntad a Dourados y Corumbá con la misión de recabar información, y en 1864 el coronel Francisco Isidoro Resquín se disfrazó de hacendado para recorrer zonas de la futura invasión. A esto se sumaba la información dada por desertores del fuerte de Coímbra.
La campaña fue completamente victoriosa para el Paraguay, pero luego, debido a los desastres bélicos en el frente del sur y el aumento de las tropas enviadas por Brasil al Mato Grosso, debió retirarse de los territorios ocupados.

## Columna occidental

### Salida de Asunción

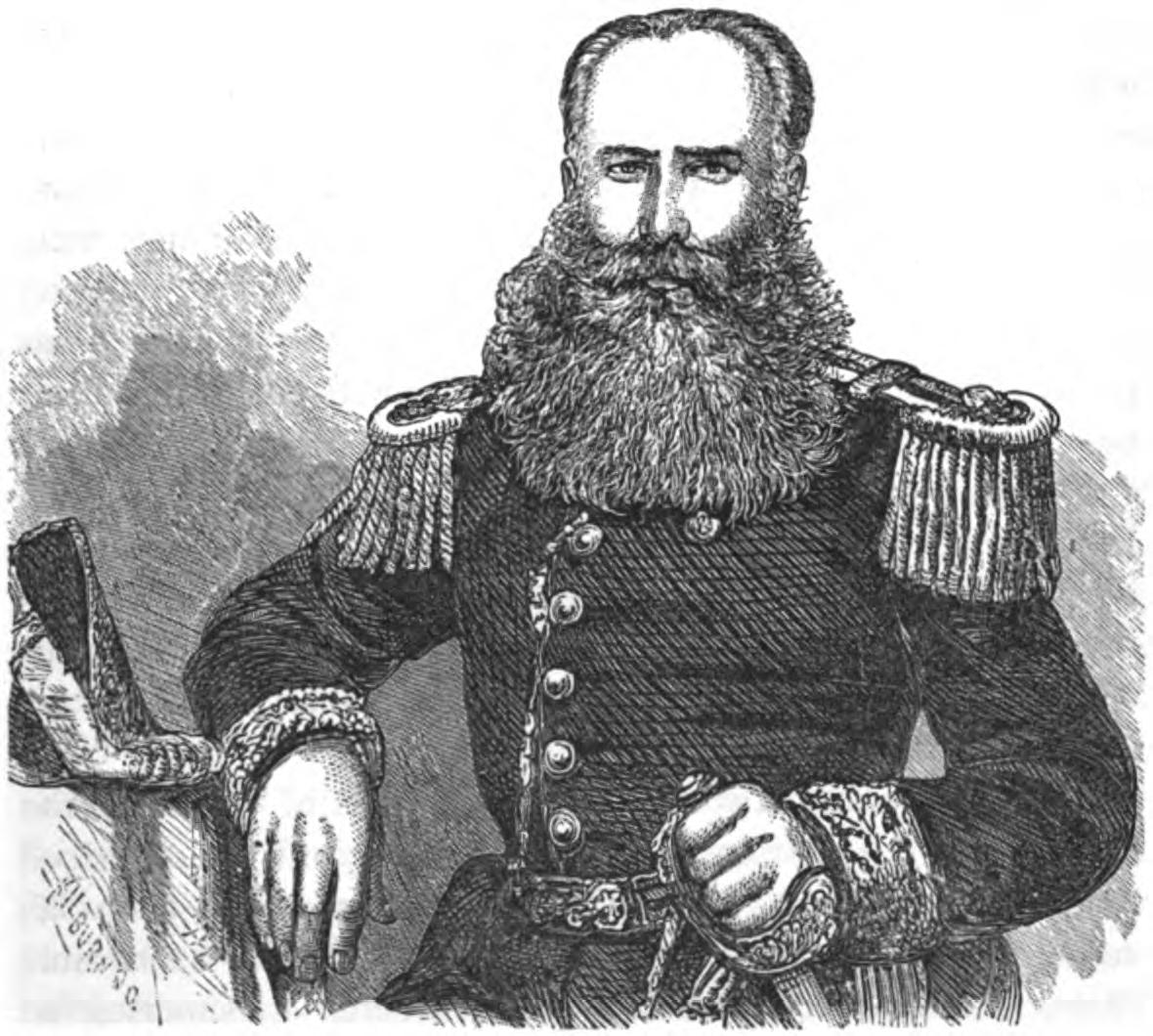
Vicente Barrios.

El 23 de diciembre de 1864 Solano López pasó revista a las tropas que al día siguiente partieron por el río Paraguay. El mariscal arengó a los soldados diciendo que no le quedaba más remedio que ir a la guerra, pues Brasil se la había declarado (al invadir Uruguay el 12 de septiembre de 1864. Francisco Solano López había enviado al Brasil una nota, fechada el 30 de agosto de 1864, en que advertía que cualquier intervención armada al Uruguay sería motivo de guerra contra el Paraguay). Un destacamento de 4.200 hombres, transportados en cinco navíos a vapor: Tacuarí, Paraguarí, Río Blanco, Ygurey e Yporá, el patacho Rosario y las goletas Independencia y Aquidabán, comandados por el coronel Vicente Barrios (Comandante de la División de Operaciones del Alto Paraguay y cuñado de Solano López), secundado por el teniente coronel Francisco González y el capitán Pedro Ignacio Meza, remontó el río Paraguay.

### Fuerte de Coímbra
La columna fluvial atacó el Fuerte de Coímbra el 27 de diciembre de 1864 con cinco batallones de infantería y dos regimientos de caballería a pie, con un total de 3.200 hombres, armados con doce cañones rayados, una batería de treinta foguetes franceses de 24 mm, protegidos por las embarcaciones de guerra bajo el mando del coronel paraguayo Vicente Barrios. La guarnición de 155 hombres, que resistió durante dos días el bombardeo dirigido por el sargento José María Fariña, al mando del comandante del Corpo de Artillería de Mato Grosso teniente coronel Hermenegildo de Albuquerque Porto Carrero (después barão de Forte de Coimbra). Cuando las municiones se agotaron, los defensores abandonaron la fortaleza y se retiraron, río arriba, a bordo del Jauru y de la cañonera Anhambaí (que llevaba a remolque el patacho Jacobina) en dirección a Corumbá. Entre los defensores del fuerte se hallaba el cacique caduveo Lapagate y otros diez indígenas aliados de los brasileños.

### Albuquerque y Corumbá
Después de ocupar el fuerte ya vacío, los paraguayos avanzaron rumbo al norte, alcanzando a la escuadra brasileña del río Paraguay y hundiendo a algunos barcos. El 1 de enero de 1865 tomaron sin lucha el Presidio de Albuquerque. En Corumbá se hallaba el coronel Carlos de Oliveira con 500 soldados y artillería en las fortificaciones de Corumbá, pero el 2 de enero Oliveira y los oficiales de la plaza abandonaron Corumbá en el vapor Anhambaí rumbo a Cuiabá, entrando en ella los paraguayos al día siguiente. Estos, luego de saquearla, fortificaron la población de Corumbá con trincheras de campaña, artilladas con seis piezas. El 6 de enero fue abordado el vapor Anhambaí cuando regresaba en ayuda de los evacuados de Corumbá, su tripulación fue asesinada por los paraguayos. El límite norte del avance paraguayo alcanzó el punto denominado Dourados, sobre el río Paraguay al este de la laguna Mandioré.
El 7 de marzo el Tacuarí regresó a Asunción debido a que su calado le impedía avanzar más al norte del fuerte de Coímbra.

### Reconquista de Corumbá

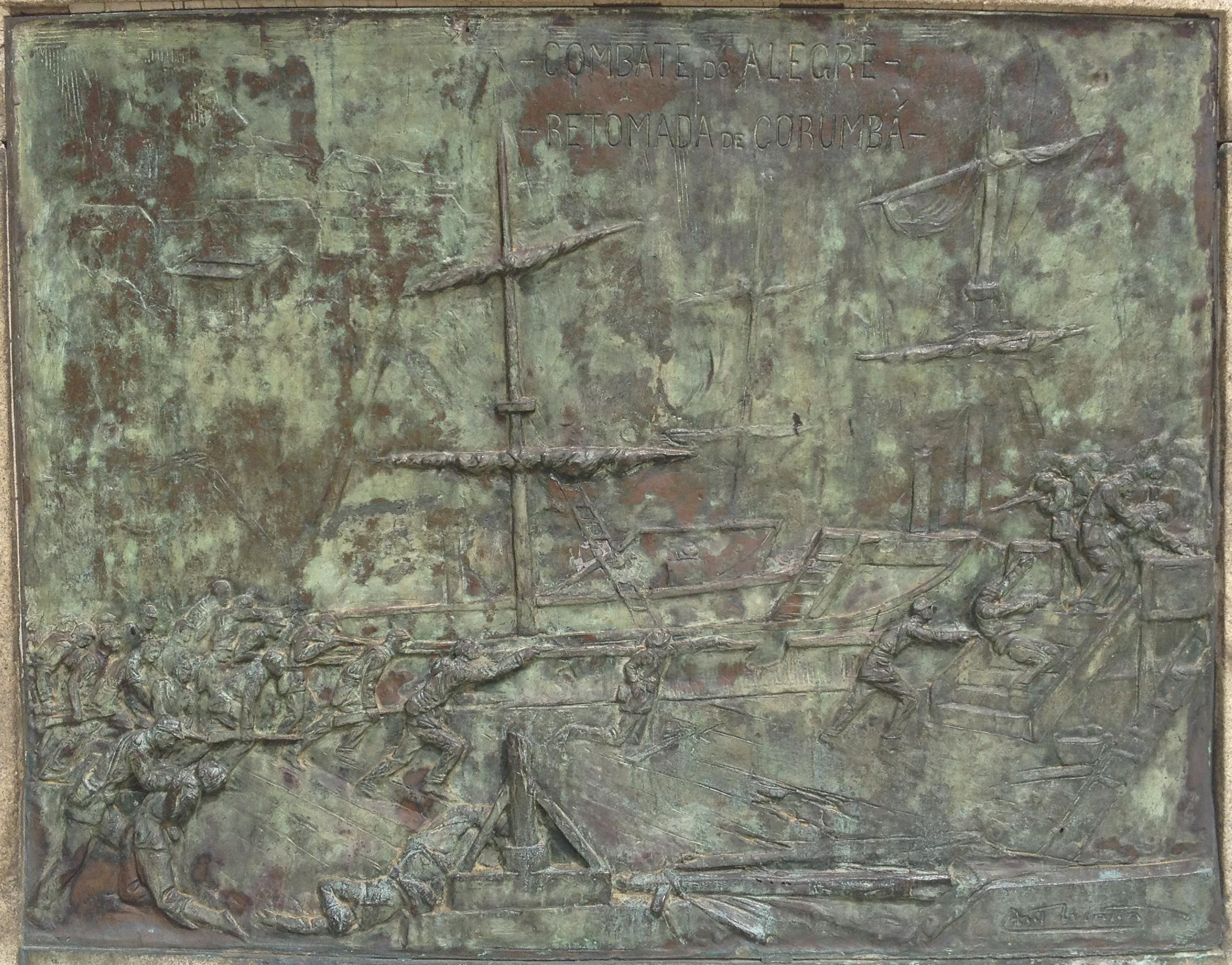
Reconquista de Corumbá.

Corumbá fue retomada por asalto, a 13 de junio de 1867 por el 1º Batalhão Provisório del Ejército de Brasil, que con 1000 hombres al mando del coronel Antonio María Coelho había llegado desde Cuiabá (capital del Mato Grosso) aprovechando la inundación del pantanal. El ataque se produjo por sorpresa por el sudoeste de la ciudad que, al mando del comandante Hermónegones Cabral, se hallaba casi vacía por las deportaciones. Una vez rendida la guarnición paraguaya, más de la mitad de los 300 hombres que la componían fueron fusilados por los brasileños, incluyendo a su comandante.
Como resultado, las fuerzas paraguayas evacuaron São Joaquim, Pirapitangas, Urucú y el presidio de Albuquerque, que en conjunto integraban el Distrito Militar brasileño del Alto Paraguay. Garrido, en 1940, denomina a las trincheras de campaña como Trincheiras de Santa Cruz de Corumbá.

### Retirada paraguaya
Una epidemia de viruela atacó a las tropas brasileñas, y Corumbá volvió a ser ocupada por los paraguayos luego de que fuera evacuada el 23 de julio de 1867, manteniéndose hasta abril de 1868, cuando como consecuencia del forzamiento del pasaje de la flota brasileña en la Fortaleza de Humaitá, Solano López ordenó el abandono del Mato Grosso. Las tropas en retirada llevaron la viruela a Cuiabá, pereciendo en esa ciudad la mitad de sus 10 000 habitantes. En agosto de 1868, una patrulla brasileña de reconocimiento ingresó en la desolada Corumbá.
El fuerte de Coímbra y la batería de frontera en el Morro da Marinha permanecieron ocupados por las fuerzas paraguayas hasta abril de 1868, cuando los abandonaron, llevando su artillería y todo lo que en ellos existía. Recién en febrero de 1869 la flota brasileña logró llegar a Cuiabá luego de la ocupación de Asunción.

## Columna oriental
El 26 de diciembre de 1864 partió de Concepción una columna de caballería con alrededor de 3.500 hombres al mando del coronel Francisco Isidoro Resquín, secundado por los capitanes Blas Rojas y Juan Bautista Agüero, tras pasar el Fuerte de Bella Vista, penetraron por tierra en la región más al sur del Mato Grosso en dirección a Nioaqué, Miranda y Coxim. 

### Dourados
Un destacamento comandado por el capitán Martín Urbieta y los tenientes Manuel Martínez y Narciso Ríos, se separó para atacar la Colonia militar de Dourados. El ataque a Dourados, dirigido por el capitán Urbieta, encontró bravía resistencia por parte del teniente Antonio João Ribeiro, entonces jefe del Cuadro Auxiliar de Oficiales. Éste, consciente del avance de la columna de asalto paraguaya con cerca de 300 hombres, hizo evacuar a todos los civiles bajo la escolta de algunos soldados, manteniendo la posición con el resto de la guarnición: quince hombres entre oficiales y soldados, sin artillería. Ante la intimación paraguaya de rendición, que rechazó, fue muerto en combate junto con sus compañeros, el 29 de diciembre de 1864.

### Miranda, Nioaque, Fuerte de Miranda y Coxim
Los invasores arrasaron la Colonia militar de Miranda (próxima a las nacientes del río Miranda) a principios de enero de 1865 y prosiguieron hasta Nioaque, derrotando a las tropas del coronel José Dias da Silva. Prosiguieron luego hasta capturar e incendiar el Fuerte de Miranda (no confundir con la colonia militar de Miranda, ubicada unos 150 km más al sur), en donde encontraron resistencia de indígenas caduveos. Enviaron luego un destacamento hasta Coxim, población tomada en abril de 1865.

## Detención del avance
Las fuerzas paraguayas, a pesar de las victorias obtenidas, no continuaron su marcha hasta Cuiabá, la capital de la provincia, en donde el ataque inclusive era esperado, el presidente de la provincia de Mato Grosso, João Manuel Leverger había fortificado el campamento de Melgaço (Fortificaciones de Melgaço) para proteger Cuiabá. El principal objetivo de la invasión del Mato Grosso fue distraer la atención del gobierno brasileño para el norte del Paraguay, cuando la decisión de la guerra se daría en el sur (región más próxima del estuario del Plata). Fue lo que se llama una maniobra de diversión, destinada a eludir al enemigo.
Los brasileños que huyeron de la invasión hallaron refugio entre sus aliados indígenas, quienes les proporcionaron medios de subsistencia, apoyo de inteligencia y llevaron adelante una guerra de guerrillas contra los paraguayos. Además de los caduveos (resto de los antiguos mbayás) participaron del lado brasileño los terenas y los kinikinaos, mientras que los guató del Pantanal de San Lorenzo, se aliaron momentáneamente a los paraguayos. Estos grupos indígenas fueron diezmados por el cólera.
Los paraguayos lograron apoderarse en Coímbra, Albuquerque y Corumbá de gran cantidad de armamentos abandonados por los brasileños, entre ellos 23 piezas de artillería, abundantes municiones, armas y pólvoras. En febrero de 1865 comenzaron a llegar a Asunción las primeras remesas de prisioneros, a los que se sumaron posteriormente remesas de población civil deportada.

## Retirada de la Laguna
La llamada Retirada da Laguna fue un episodio de la Guerra de la Triple Alianza, célebre por las penurias sufridas por sus protagonistas. Fue narrado en A retirada da Laguna por uno de sus participantes, el vizconde de Taunay.
Después del apresamiento del Marquês de Olinda y de la invasión del Mato Grosso, una de las primeras reacciones brasileñas fue la de enviar un contingente militar terrestre a esa provincia.

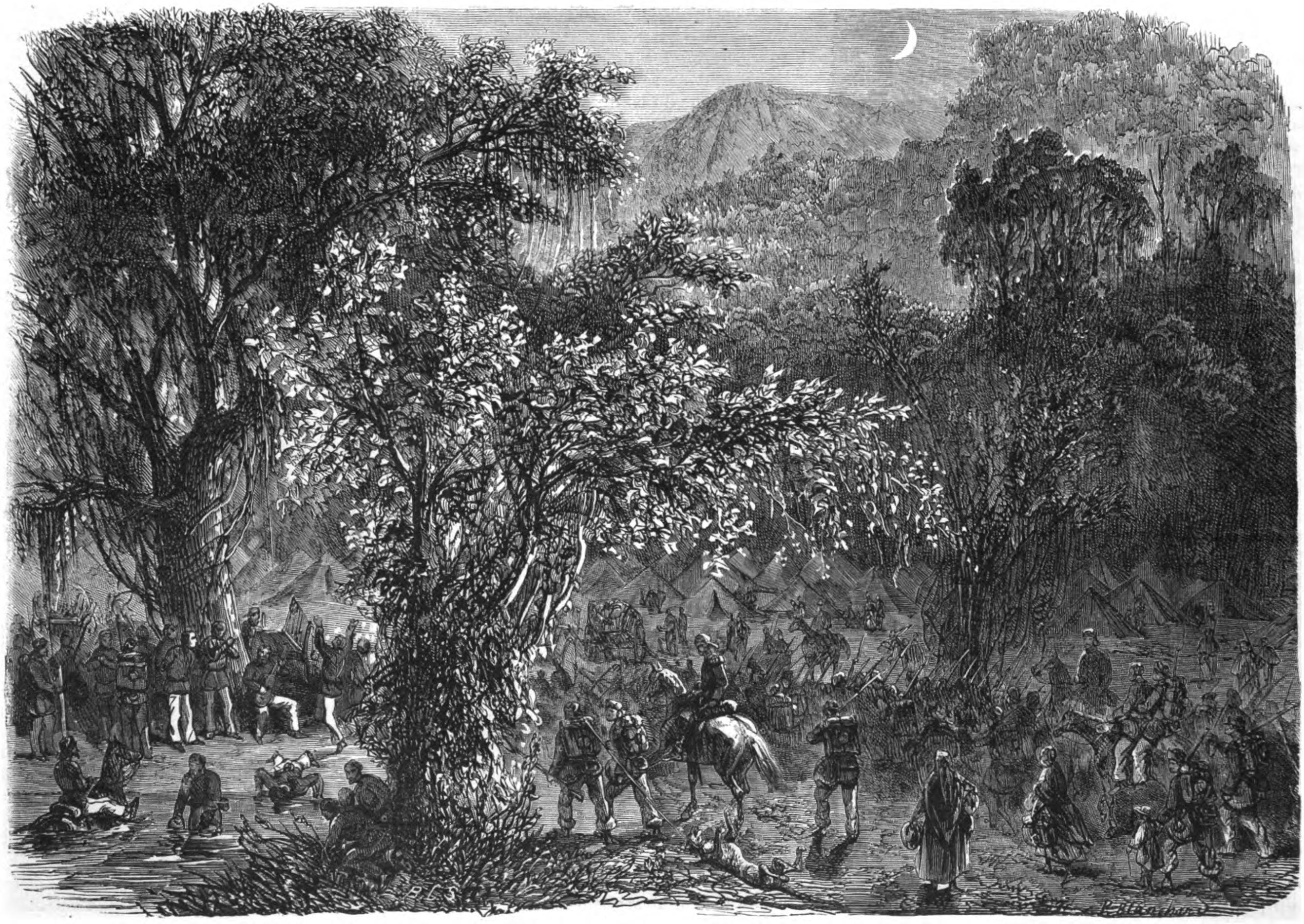
Expedición brasileña para Mato Grosso en Goiás.

De ese modo, en abril de 1865, la Columna Expedicionaria de Mato Grosso partió de São Paulo con un millar de guardias nacionales de las provincias de Goiás, Minas Gerais y San Pablo, al mando del coronel Manuel Pedro Drago, permaneciendo inactiva por más de dos meses en Campinas.
Recibió los refuerzos de 1.200 mineros de Ouro Preto en Uberaba, en la entonces provincia de Minas Gerais, de donde partió en septiembre en dos brigadas con unos 2.000 hombres y 12 piezas de artillería en dirección a Cuiabá. Pero en octubre se alteró su destino hacia Miranda, recibiendo el nombre de Fuerzas en Operación al Sur de la Provincia de Mato Grosso, llegando a Coxim en diciembre de 1865, la que encontraron abandonada por los paraguayos que habían retirado la mayoría de sus fuerzas a la línea del río Apa. En junio de 1866 reiniciaron la marcha desde Coxim hacia Miranda, en cuyo trayecto murió su jefe el coronel Fonseca Galvao. El cacique caduveo Nadó con toda su tribu se unió a la columna, permaneciendo hasta el regreso de la misma a Coxim.
Lo mismo se repitió al alcanzar Miranda, el 17 de septiembre de 1866, luego de recorrer más de 2.000 kilómetros por tierra desde San Pablo, en donde el fuerte estaba arrasado y la villa había sido abandonada ese día por los paraguayos. Un tercio de la columna había perecido por las epidemias o había desertado. El coronel Albino de Carvalho, jefe de la columna, la mantuvo en la insalubre villa de Miranda, produciéndose aún más bajas.

### Invasión al Paraguay

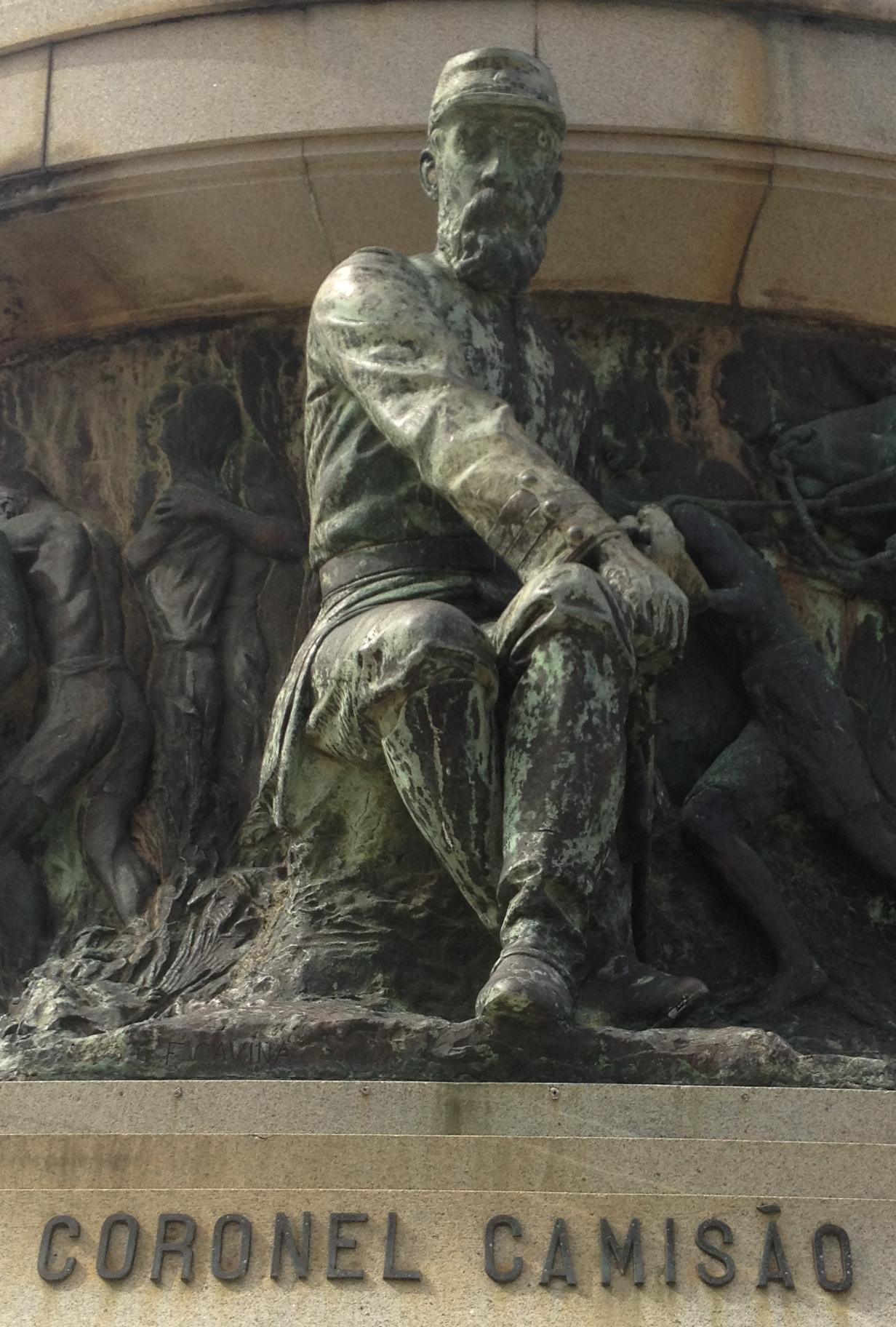
Coronel Carlos de Morais Camisão.

En enero de 1867, el coronel Carlos de Morais Camisão asumió el mando de la columna, entonces reducida a 1.680 hombres de los 5.000 originales, trasladó el campamento a la más salubre Nioaque y decidió invadir el territorio paraguayo en dirección a Concepción, poniéndose en marcha en febrero.
El 21 de abril de 1867, mediante el avance de la columna brasileña, la aldea y el Fuerte de Bella Vista fueron incendiadas por sus defensores, que la abandonaron y permitieron el ingreso de los brasileños. Taunay (s. d.) relata que "(...) o forte, que apenas consistía em sólida estacada de madeira, foi ocupado, assim como a vila, por grande destacamento."
Una vez en territorio paraguayo, la columna brasileña adoptó el nombre de Fuerzas Expedicionarias en el Norte del Paraguay.
Sin abastecimientos, principalmente ganado, para mantener a la tropa (alimentación, transporte), la ocupación de Bella Vista se demostró insostenible. Surgió en ese impasse, el plan de marchar sobre la Hacienda Laguna, localizada cuatro leguas al sur de Bella Vista, de propiedad personal de Francisco Solano López, y destinada a la cría de ganado. Con ese objetivo, las fuerzas brasileñas dejaron Bella Vista el 30 de abril, dispersando a un contingente de peones, indígenas y esclavos paraguayos en Laguna, causándoles un centenar de bajas y muriendo un solo brasileño, pero sin encontrar ganado.

### Retirada hacia Coxim

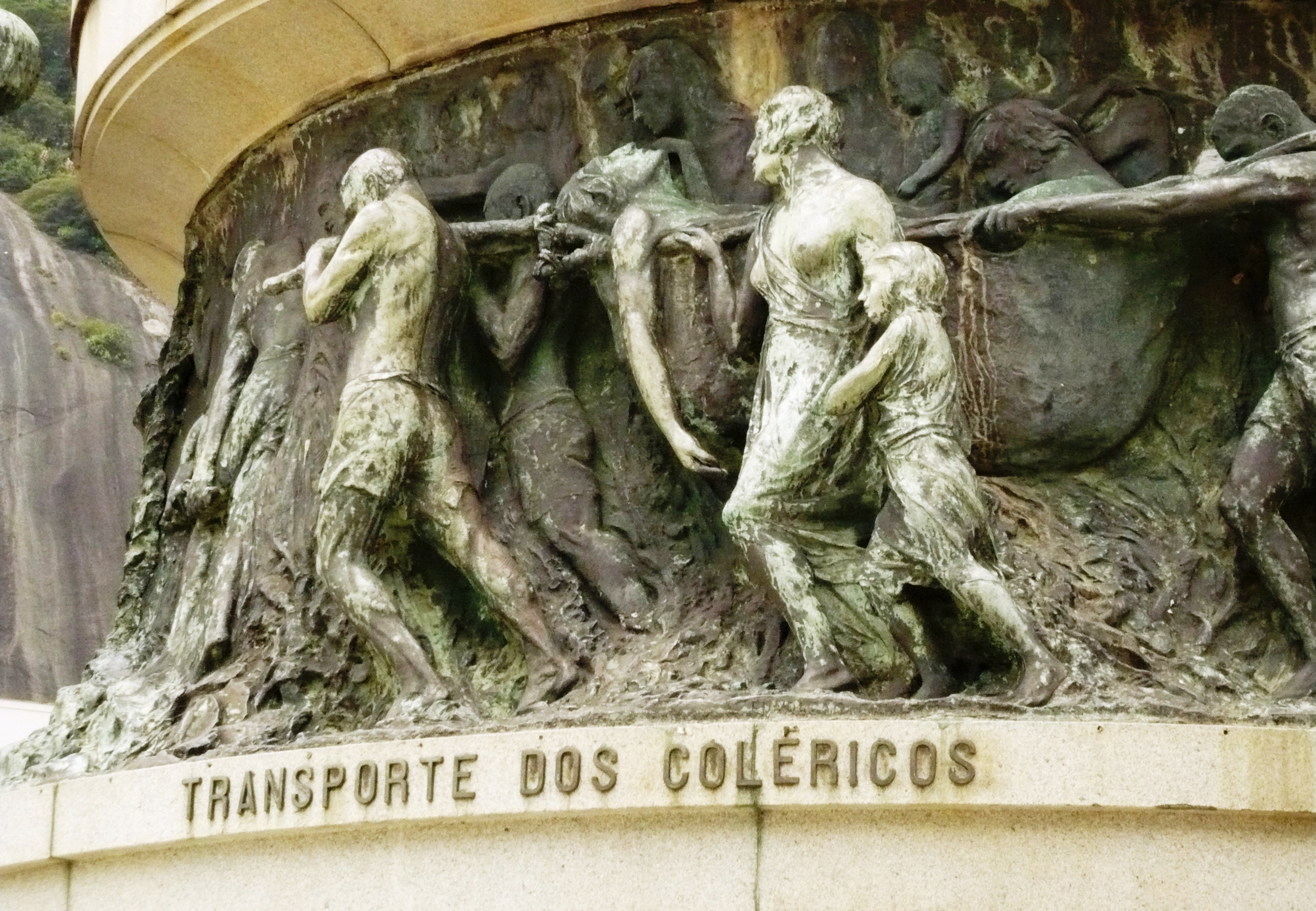
Transporte de los enfermos de cólera.

Por demás distante de las líneas brasileñas, y sin víveres para el sustento de la tropa, afectada por el cólera, el tifo, y por el beriberi, la columna del Ejército Brasileño fue forzada a retirarse el 7 de mayo de 1867 rumbo a Nioaque, bajo los constantes ataques de la caballería paraguaya, que utilizaban tácticas de guerrilla a la manera indígena, infligiendo severas pérdidas a los brasileños y quitándoles el escaso ganado que llevaban. El 25 de mayo los paraguayos realizaron un ataque sobre el campamento brasileño, pero fueron rechazados. El extremo del hambre hizo que fueran abandonados 130 soldados enfermos de cólera, el cólera costó también la vida del coronel Camisão. 
El 4 de junio llegaron a Nioaque, localidad que había sido reocupada por los paraguayos y abandonada de nuevo dejándola arrasada, excepto la iglesia en donde colocaron una bomba que mató a 15 brasileños. De un efectivo de cerca de 3.000 hombres, retornaron a las líneas brasileñas en Porto Canutos, cerca de Coxim, el 11 de junio de 1867 apenas 700 hombres en muy mal estado.